# Les Équilibristes (film, 1991)
Pour les articles homonymes, voir Les Équilibristes.
Pour plus de détails, voir Fiche technique et Distribution.
Les Équilibristes est un  film français réalisé par Nikos Papatakis et sorti en 1991.

## Synopsis
À Paris, durant la guerre d'Algérie, Marcel Spadice, écrivain marginal et homosexuel notoire, remarque Franz-Ali, un jeune valet de cirque d'origine algérienne. Marcel demande à Hélène, une amie dévouée qui l'aime sans retour, d'arranger leur rencontre. L'occasion s'offre à elle en obtenant la libération de Franz-Ali qui a été emprisonné à la suite d'une rafle. Les deux hommes nouent une relation amoureuse et Marcel entreprend de réaliser le rêve de Franz-Ali : devenir un grand funambule. Marcel lui impose un apprentissage rude et sans relâche jusqu'à épuisement. Tandis que Marcel abandonne Franz-Ali pour jeter son dévolu sur Fredy, un petit voleur, Franz-Ali, amoureux transi, se réfugie dans les bras d'Hélène en espérant un retour d'affection de son mentor. En vain. Inconsolable, Franz-Ali, suivi par Hélène, retourne auprès de sa mère dans le bidonville où il a grandi. Désespéré, il entraîne sa mère et Hélène dans la mort en incendiant la baraque familiale.

## Thèmes et contexte
- Forum des images[2] : « À travers la description d'un apprentissage, ce film austère révèle, au-delà de la relation homosexuelle, la violence psychologique et sociale exercée par le maître sur sa créature. Inspiré de la vie de Jean Genet, un film profondément troublant sur la fascination. »

## Fiche technique
- Titre original : Les Équilibristes
- Réalisation : Nikos Papatakis
- Scénario : Nikos Papatakis
- Dialogues : Nikos Papatakis
- Musique : Bruno Coulais
- Musique additionnelle : Gabriel Fauré
- Photographie : William Lubtchansky
- Son : Laurent Lafran
- Montage : Delphine Desfons
- Décors : Gisèle Cavali, Sylvie Deldon, Nikos Meletopoulos
- Costumes : Ève-Marie Arnault, Christian Gasc
- Pays d'origine :  France
- Tournage :
  - Langue : français
  - Extérieurs : Paris (gare de l'Est…) Le cirque municipal d'Amiens  (Cirque Jules Verne)
- Producteur : Humbert Balsan
- Sociétés de production : Caroline Production, Chevereau Production, FR3 Cinéma, La Sept Cinéma, Paris Classics Productions
- Sociétés de distribution : Les Acacias, Tamasa Distribution, Connaissance du Cinéma, Ognon Pictures, UGC International
- Format : couleur — 35 mm — monophonique
- Genre : drame
- Durée : 120↔128[1] minutes
- Dates de sortie : 
  - Italie : septembre 1991 (Mostra de Venise)
  - France : 18 décembre 1991[3]
- Mention CNC : tout public (visa no 74982 délivré le 10 janvier 1992)

## Distribution
- Michel Piccoli : Marcel Spadice
- Lilah Dadi : Franz-Ali Aoussine
- Polly Walker : Hélène Lagache
- Patrick Mille : Fredy Babitchev
- Juliette Degenne : Jacqueline Masset
- Bernard Farcy : le policier au commissariat
- Laurent Hennequin : le soldat
- Guy Louret : l'agent auxiliaire Rouquet
- Olivier Pajot : Diekmann
- Michel Palmer : monsieur Loyal du cirque Imira
- Emiliano Suarez : le directeur du cirque
- Doris Kunstmann : Christa Paeffgen Aoussine

## Distinctions
- 48e Mostra de Venise du 3 au 14 septembre 1991 : en compétition officielle (titre italien, Gli equilibristi)
- Festival international du film de Thessalonique 2005 : projection en hommage à Nikos Papatakis